# Shinya Chiba
Shinya Chiba (千葉 真也 Chiba Shinya?, nacido el 3 de mayo de 1983 en Miyagi) es un exfutbolista japonés. Jugaba de centrocampista y su último club fue el NEC Tokin de Japón.

## Trayectoria

### Clubes
| Club                 | País  | Año         |
| -------------------- | ----- | ----------- |
| Albirex Niigata      | Japón | 2002        |
| Okinawa Kariyushi FC | Japón | 2003 - 2004 |
| Sony Sendai          | Japón | 2005 - 2007 |
| NEC Tokin            | Japón | 2008        |